# Labourd
Labourd (bask. Lapurdi, gask. Labord) – była francuska prowincja, obecnie w składzie departamentu Pireneje Atlantyckie w regionie Akwitania. Tradycyjnie uznawana za jedną z prowincji Baskonii (Baskonia Północna).
Labourd stanowi zachodnią, położoną nad Zatoką Biskajską część departamentu Pireneje Atlantyckie. Od południowego zachodu (przez Pireneje) graniczy z hiszpańskimi: Guipúzcoą w Kraju Basków oraz Nawarrą. Od wschodu sąsiaduje z Dolną Nawarrą, zaś na północy, za rzeką Adour rozciągają się zaś lasy departamentu Landy (Landes).
Głównym miastem Labourd jest Bajonna, choć do wybuchu Wielkiej Rewolucji Francuskiej stolicą było oddalone o 13 km miasto Ustaritz, które było miejscem obrad baskijskich przywódców. Pozostałe warte uwagi miasta to Anglet, Biarritz, Ciboure, Hasparren, Hendaye i Saint-Jean-de-Luz.
Labourd to terytorium o powierzchni niecałych 900 km², na którym zamieszkuje nieco ponad 200 000 ludzi – jest to najludniejsza z trzech położonych we Francji baskijskich prowincji. Ponad 25% populacji posługuje się językiem baskijskim (w rejonie Bayonne-Anglet-Biarritz ok. 17%, natomiast na pozostałym obszarze 43%). Miejscowa odmiana języka baskijskiego nosi nazwę dialektu lapurdyjskiego. Prowincja posiada także długą tradycję używania dialektu gaskońskiego języka oksytańskiego, głównie w pobliżu rzeki Adour, jednak również w rozproszeniu w całym wicehrabstwie Labourd (ok. 20% w rejonie Bayonne-Anglet-Biarritz).

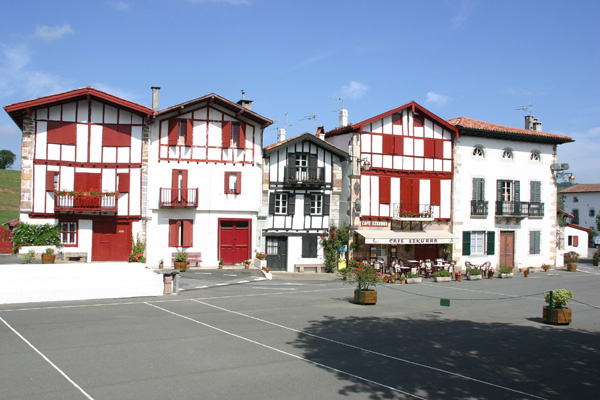
Zabudowa wsi Ainhoa wykazująca wpływy architektury baskijskiej